# Корпоративное управление
Корпоративное управление (англ. corporate governance) — важное понятие, до сих пор не имеющее точного определения в русскоязычной литературе и толкуемое: как система:
- отчётности управленцев (менеджеров) перед акционерами;
  - взаимоотношений менеджеров и владельцев (акционеров) компании;
- как способ управления компанией, предназначенный для справедливого распределения результатов деятельности;
- как комплекс мер и правил, помогающих акционерам «контролировать руководство компании и влиять на менеджмент».

Корпоративное управление не имеет непосредственного отношения к оперативному (operational management) и тактическому управлению компанией, но в последнее время включается в стратегическое управление. Предметом корпоративного управления является контроль за совершением корпоративных действий.

## Конфликт интересов
Необходимость корпоративного управления обусловлена тем, что бизнес как собственность принадлежит принципалам (собственникам, инвесторам), а права управления этим имуществом делегированы агентам — совету директоров и менеджменту, что порождает асимметрию информации и связанные с ней агентские издержки, выражающиеся в действиях менеджмента, не направленных на удовлетворение интересов собственников.

## Модели корпоративного управления
В зависимости от характерных особенностей структуры собственности, степени её концентрации, особенностей механизмов финансового регулирования, фондовых рынков и национального акционерного законодательства могут формироваться различные системы корпоративного управления.
В экономической практике развитых стран традиционно различается две модели корпоративного управления:
- Англо-американская

безусловный приоритет прав акционеров, основной контроль осуществляется через рынок капиталов;
- Континентальная

модель банковского контроля, когда банки и их представители в совете директоров играют решающую роль в управлении предприятием.
Данное разделение условно и осуществляется для выделения характерных черт, которые в условиях глобализации могут смешиваться и видоизменяться: в организации управленческой деятельности в условиях научно-технического прогресса тесно переплетаются традиционные, национальные и современные формы организации труда.
Акционеры в немецкой модели играют решающую роль в стратегическом планировании деятельности компании. В немецкой модели упор сделан на поддержании баланса интересов всех заинтересованных сторон и взаимной ответственности. Англо-американская модель ориентирована на преимущественное удовлетворение финансовых интересов акционеров. Считается, что следование американской модели способствует динамичности, а немецкой — устойчивости.

### Азиатская модель
Специалисты выделяют также азиатскую модель управления. Модель опирается на три главных принципа:
- Продуманная индустриальная политика государства
- Выверенная реформа сельского хозяйства
- Финансовый сектор как поддерживающая система

Отличительной чертой японской модели является ориентация на социальную сплочённость на уровне компании и «деловую сплочённость» на уровне промышленной группы. В отличие от немецкой модели эта сплочённость имеет не равноправный, а иерархический характер — принесение в жертву интересов «младших» в обмен на патернализм «старших». Характерной чертой японской модели является перекрёстное владение акциями между компаниями-партнёрами.

### Россия
В России преобладает характерная совмещением функций владения и управления «инсайдерская» модель корпоративного контроля, связанная с высокими затратами на удержание собственности.

## Принципы и механизмы корпоративного управления
Коллегиально на собрании акционеров могут приниматься решения о реорганизации, слияниях, ценных бумагах, основных исполнительных органах, крупных сделках, внутренних документах и раскрытии информации компании.
Механизмы корпоративного управления призваны обеспечить ответственность совета директоров перед акционерами, менеджмента — перед советом директоров, собственников крупных пакетов акций — перед миноритариями, корпорации — перед работниками и покупателями, обществом в целом. Корпоративное управление сосредоточено на том, чтобы все эти группы и институты выполняли свои функции наилучшим образом при сохранении баланса интересов между ними.
Акционеры, обладающие пакетами акций разного размера не равны не только потому, что обладают разным количеством голосов, но и потому что их права зависят от размера доли. По российскому закону об акционерных обществах права распределяются так:
- 1 % — доступ к реестру акционеров, подача исков в суд на управленцев за их действия, повлёкшие убыток для компании;
- 2 % — выносить вопросы, решения и кандидатов на собрании акционеров;
- 10 % — созывать внеочередное собрание;
- 25 % — блокирующий пакет, даёт доступ к первичным бухгалтерским документам и протоколам коллегиального исполнительного органа;
- 75 % — право размещения, приобретения обществом собственных акций, определять их тип, права и количество, изменение уставных документов, ликвидация и реорганизация общества;
- 100 % — отсутствуют требования о сроках созыва собрания.

Это делает возможным ущемление прав миноритарных акционеров, в том числе через вывод прибыли из компании недивидендными способами (трансфертное ценообразование) и присвоение её менеджментом компании или основным акционером. Один из механизмов корпоративного управления, позволяющий преодолеть этот недостаток — рынок корпоративного контроля, существование которого позволяет акционерам продать свои акции в случае, если их не устраивает менеджмент компании. Недовольство акционеров снижает равновесную цену акций таким образом, что компания становится уязвимой для «белого» рейдерства.

### Механизмы корпоративного управления англо-американской модели
- Формализация отношений между участниками КУ путём принятия регламентирующих документов, разработки формальных процедур и т. п. В частности, крупные компании принимают собственные корпоративные кодексы.
- Представительство в совете директоров всех групп акционеров, включая миноритарных (в ряде случаев — и других групп интересов, например, профсоюзов).
- Жёсткая подотчётность менеджмента совету директоров (но не непосредственно крупным акционерам), а совета директоров — собранию акционеров.
- Решение всех важных вопросов, выходящих за рамки текущего управления, на заседаниях совета директоров или собраниях акционеров.
- Избегание конфликтов интересов и отношений аффилированности (например, когда менеджмент аффилирован с крупным акционером). С этой целью, в частности, в совет директоров приглашают сторонних независимых директоров — профессионалов, не связанных с акционерами и менеджментом компании. Во многих западных компаниях независимые директора составляют большинство в совете. Кроме того, директора, заинтересованные в тех или иных сделках, не могут участвовать в принятии решений по ним.
- Исключение зависимости директоров от менеджмента. С этой целью, в частности, вопросы зарплаты директоров решаются на специальном комитете при совете директоров, а не менеджментом.
- Разделение «контроля и контролируемых». В частности, основные вопросы аудита и финансовой отчётности решает специальный комитет при совете директоров, а не менеджмент.
- Публикация максимального объёма информации о деятельности и финансовых показателях компании; обеспечение прозрачности действий менеджмента и крупных акционеров (по отношению к компании). Информационная прозрачность компании — одно из основных требований КУ.

Эти механизмы призваны обеспечить эффективную и честную работу всех участников КУ. Если механизмы корпоративного управления работают плохо, то возможны различные злоупотребления. Один из наиболее известных и скандальных примеров плохого корпоративного управления связан с американской компанией Enron, менеджеры которой подделывали отчётность с целью завышения показателей прибыли.

## Особенности корпоративного управления
Не существует данных о том, что «правильное» корпоративное управление непременно обеспечивает высокую конкурентоспособность компании. Например, многие крупные «семейные» компании, не соответствующие стандартам КУ, вполне конкурентоспособны. Считается, что корпоративное управление страхует от злоупотреблений, но делает компании менее гибкими.
В то же время, компании, соблюдающие стандарты корпоративного управления, имеют несомненное преимущество при привлечении инвестиций (например через IPO).
По мнению инвесторов, хорошее корпоративное управление обеспечивает честность менеджмента и прозрачность деятельности компании, поэтому риск потери средств существенно уменьшается.
Для компаний из развивающихся стран корпоративное управление особенно важно, так как международные инвесторы особенно опасаются за честность и деловые качества их менеджмента. Как показывают исследования, капитализация компаний с хорошим корпоративным управлением существенно выше средней по рынку. Особенно велика эта разница для арабских стран, стран Латинской Америки (кроме Чили), Турции, России, Малайзии, Индонезии.

## Корпоративное управление в России
Тема корпоративного управления в России стала обсуждаться с середины 1990-х годов, после завершения ваучерной приватизации, заложившей основу для дальнейшего перераспределения собственности. Начало экономического подъёма после кризиса 1998 года содействовало новому переделу собственности. Это способствовало формированию интереса к западным моделям взаимодействия акционеров и наёмного менеджмента. Иностранные инвестиции в Россию и стремление российских бизнесменов к партнёрству с западными фирмами стали важным фактором внедрения корпоративного управления в России. В числе первых компаний, внедрявших международные стандарты КУ, была компания «ЮКОС». В настоящее время ряд российских компаний достигли международного уровня КУ; среди них называют «Вымпелком», «Вимм-Билль-Данн», ряд компаний в системе РАО ЕЭС, некоторые региональные телекоммуникационные компании и др. Рейтинг корпоративного управления публикуют Standard&Poors и консорциум Российского института директоров и рейтингового агентства «Эксперт РА», УК «Арсагера» в рамках вычисления ставки дисконтирования для оценки инвестиционной привлекательности публичных российских компаний.
В ряде публикаций указывалось, что в России сформировалась негативная «инсайдерская модель корпоративного управления», предусматривающая реализацию интересов доминирующих акционеров и менеджмента в ущерб инвесторам. Для российского КУ характерны следующие отрицательные черты:
- Совмещение функций владения и управления. При этом компании, являющиеся публичными корпорациями, продолжают управляться как частные фирмы.
- Слабость механизмов контроля за деятельностью менеджмента. В результате менеджеры подотчётны только доминирующему собственнику (а не всем акционерам) и, как правило, аффилированы с ним.
- Распределение прибыли по внедивидендным каналам. То есть прибыль получают не все акционеры, а только доминирующие собственники (через различные финансовые схемы, например, при помощи трансфертных цен).
- Низкая прозрачность большинства компаний, затруднённый доступ к информации о финансовом состоянии, реальных владельцах и аффилированности, об условиях существенных сделок.
- Нередкое применение неэтичных и даже незаконных методов (размывание пакетов акций, увод активов, недопуск на собрание акционеров, арест акций и т. д.).

Развитие корпоративного управления в России сдерживается неблагоприятной для бизнеса государственной политикой. К примеру, повышать прозрачность невыгодно, так как информационная открытость делает компанию более уязвимой перед контролирующими органами и силовыми структурами. Имеется множество примеров, когда не только миноритарные, но и мажоритарные акционеры лишались собственности при участии коррумпированных судов, чиновников и полицейских подразделений.
С целью развития корпоративного управления российское бизнес-сообщество в 2003 создало Национальный совет по корпоративному управлению. Совет организует тематические конференции, публикует книги и другие аналитические материалы, и даже выпускает журнал «Корпоративное управление». Бизнес-сообщество и Федеральная комиссия по ценным бумагам (ныне — Федеральная служба по финансовым рынкам) разработали Кодекс корпоративного поведения. Его положения учитываются при разработке корпоративных кодексов многих компаний. Кроме того, уже создана нормативная база по деятельности независимых директоров. В частности, Ассоциация независимых директоров России разработала Кодекс независимого директора, положения которого близки к жёстким требованиям к независимому директору, применяемыми в США.
На 1 октября 2024 года в России существуют 4 некоммерческие организации, способствующие развитию корпоративного управления в России:
- Ассоциация независимых директоров
- Национальная ассоциация корпоративных директоров, единственная СРО по корпоративному управлению
- Российский институт директоров
- Директориум

В целом эти организации объединяют более 6 тыс. профессионалов по корпоративному управлению.

## Влияние корпоративного управления на оценку бизнеса
Наряду с такими понятиями, как гудвил, можно выделить влияние качества корпоративного управления на стоимость организации, которое можно учитывать в виде премии владельцам акций, используемой при вычислении ставки дисконтирования по сравнению с другими инструментами, например облигациями. Значение этой премии обычно колеблется от 0 % до 30 %. Эта премия отражает риски владельца акций, связанные, прежде всего, с риском вывода чистой прибыли и активов из компании. Чем выше данная премия, тем, при прочих равных условиях, хуже качество корпоративного управления, которое данной премией компенсируется.
Для оценки применяется рейтингование, когда ставку дисконтирования стоимости бизнеса для компаний с наиболее высоким рейтингом принимают за базу.

### Российские исследования
- Большаков А. В. Эволюция иерархических систем управления промышленными корпорациями: концепция А. Чандлера // Экономический анализ: теория и практика, 2012, март, № 9(264),
- Механизмы согласования корпоративных интересов / Бурков В. Н., Дорохин В. В., Балашов В. Г. М.: ИПУ РАН, 2003. — 73 с.
- Бухвалов А. В. Корпоративное управление как объект научных исследований // «Российский журнал менеджмента». — 2005. — Т. 3, № 3. — С. 81−96.
- Гуриев С., Лазарева О., Рачинский А., Цухло С. Корпоративное управление в российской промышленности / Серия «Научные доклады: независимый экономический анализ», № 149. — М.: МОНФ, Российская экономическая школа, 2003.
- Долгопятова Т. Г. Собственность и корпоративный контроль в российских компаниях в условиях активизации интеграционных процессов // «Российский журнал менеджмента». — 2004. — Т. 2, № 2. — С. 3−26.
- Клепач А., Кузнецов П., Крючкова П. Корпоративное управление в России в 1995−96 г. (от предприятия советского типа к фирме, контролируемой менеджерами) // «Вопросы экономики». — 1996. — № 12. — С. 73−87.
- Лазарева О. В., Рачинский А. А., Ружанская Л. С. Корпоративное управление: Методическое пособие к спецкурсу. — Екатеринбург: Изд-во Урал. ун-та, 2003. — 161 с.
- Радыгин А. Д. Внешние механизмы корпоративного управления и их особенности в России // «Вопросы экономики». — 1999. — № 8. — С. 29−44.
- Радыгин А. Д., Гонтмахер А. Е., Межераупс И. В. Экономико-правовые факторы и ограничения в становлении моделей корпоративного управления. — М.: Институт экономики переходного периода, 2004. — 305 с.
- Радыгин А. Д., Энтов Р. М. Корпоративное управление и защита прав собственности: эмпирический анализ и актуальные направления реформ / Научные труды ИЭПП № 36. — М.: ИЭПП, 2001.
- Радыгин А. Д., Энтов Р. М., Межераупс И. В. Особенности формирования национальной модели корпоративного управления. — М.: Институт экономики переходного периода, 2003. — 164 с.
- Развитие спроса на правовое регулирование корпоративного управления в частном секторе / Научные доклады МОНФ № 148. — М.: МОНФ, 2003.
- Проблемы корпоративного управления в России и регионах / под ред. Р. М. Энтов. — М.: Институт экономики переходного периода, 2002. — 214 с.
- Стиглиц Дж. Quis custodies ipsos custodies? Неудачи корпоративного управления при переходе к рынку // «Экономическая наука современной России». — 2001. — № 4. — С. 108−146.
- Удалов Д. А. «Методические рекомендации по количественной оценке состояния корпоративного управления». //«Журнал Финансы и кредит». — 27(411) — 2010 г.
- Шаститко А. Е. Проблемы корпоративного управления и особенности перераспределения прав контроля в России // Информационно-аналитический бюллетень БЭА № 56. — М.: БЭА, 2004.
- Яковлев А. А. Корпоративное управление и реструктуризация предприятий в России: формальные институты и неформальные интересы собственников // «Экономический журнал ВШЭ». — 2003. — Т. 6, № 2. — С. 127−151.
- Яковлев А. А. Корпоративное управление, реструктуризация предприятий и мотивация собственников // Экономический журнал ВШЭ. — 2000. — Т. 3, № 4. — С. 325−344.

### Иностранные исследования
- Becht M., Bolton P., Roell A. Corporate Governance and Control. — In: Handbook of the Economics of Finance (eds. G.Constantinides, M.Harris, R.Stulz). — North-Holland, 2002.
- Berle A., Means G. The Modern Corporation and Private Property. — New York: Macmillan, 1932.
- Cadbury A. The report of the Committee on the financial aspect of corporate governance. — L.: Gee and Co., 1992.
- Corporate governance in Central Europe and Russia (eds. R. Frydman, C. W. Gray, A. Rapaczynski). — Budapest: Central European University Press, 1996.
- Estrin S., Wright M. Corporate Governance in Former Soviet Union: An Overview // Journal of Comparative Economics. — 1999. — Vol. 27. — Pp. 398−421.
- Hart O. Firms, Contracts, and Financial Structure. — L.: Oxford University Press, 1995.
- Jensen M., Meckling W. Theory of the Firm: Managerial Behavior, Agency Costs, and Ownership Structure // Journal of Financial Economics. — 1976. Vol. 3. — Pp. 305−360.
- OECD Principles of Corporate Governance. — OECD, 1999.
- Sell, Axel, Krylov, Alexander (Hrsg.): Corporate Governance. Unternehmensverfassung im Ost-West-Dialog, Verlag Peter Lang, Bern / Berlin / Brüssel / Frankfurt / Oxford / New York, 2006. 408 S.
- Shleifer A., Vishny R. A Survey of Corporate Governance // Journal of Finance. — 1997. — Vol. 52, No. 2, — Pp. 737−783.
- Tirole J. Corporate Governance // Econometrica. — 2001. — Vol. 69, No. 1. — Pp. 1−35.
- Джо Стадвелл. Азиатская модель управления: Удачи и провалы самого динамичного региона в мире = Joe Studwell "How Asia Works: Success and Failure in the World's Most Dynamic Region". — Альпина Паблишер, 2016. — 343 с.
- Igor Belikov, Vladimir Verbitsky, and Ekaterina Nikitchanova, Guidance for Practical Corporate Governance: PhICS Model Springer Science+Business Media, апрель 2014